# یورما وایهلا
یورما وایهلا (فنلاندی: Jorma Vaihela; ۳۰ سپتامبر ۱۹۲۵ – ۹ فوریهٔ ۲۰۰۶) بازیکن فوتبال اهل فنلاند بود.
وی همچنین در تیم ملی فوتبال فنلاند بازی کرده‌است.